# Лобанов-Ростовский, Яков Иванович (1760)
Князь Яков Иванович Лобанов-Ростовский (1760—1831) — русский государственный деятель; сын князя И. И. Лобанова-Ростовского; брат князей Александра и Дмитрия Лобанова-Ростовского. Сенатор (1806).

## Биография
Происходил из рода Лобановых-Ростовских (Рюриковичи). Родился 23 марта (3 апреля) 1760 года. Отец его был ротмистр конной гвардии, а мать Екатерина Александровна родная внучка кн. Б. И. Куракина.
В 1781 году поступил на службу в Семёновский полк, где прослужил до чина капитана. В 1784 году он был пожалован в камер-юнкеры, в 1793 году в камергеры; в 1794 году, благодаря солидным связям с графом П. И. Паниным (двоюродный дед) и князем Н. В. Репниным (дядя), он получил назначение обер-прокурора 5-го департамента Сената; затем был назначен в Москву наблюдать за делами в Московских департаментах Сената и присутственных местах губернии, а также управлять театрами. При Александре I получил должность сенатора и члена Московского опекунского совета.
В 1808 году он был назначен малороссийским генерал-губернатором в Полтаве, и в 1810 году получил чин действительного тайного советника за труды по заготовке продовольствия для Молдавской армии. В 1812 году им было сформировано, по собственной инициативе, 17 малороссийских казачьих полков, которые были двинуты в Тулу и Калугу, а для защиты Малороссии собрано земское ополчение.
В 1816 года, 22-го февраля, получил назначение в Государственный Совет, 20 апреля того же года он был назначен в комиссию прошений, подаваемых на Высочайшее имя, но через четыре года, в 1820 году, отказался от этой должности. В 1826 г. был назначен в Верховный уголовный суд по делу декабристов. Был награждён Орденом св. Владимира 1-й степени. Назначенный затем председателем департамента законов и членом комитета министров, в 1827 году определен был председателем департамента гражданских и духовных дел Государственного Совета, а в 1829 году был пожалован в обер-камергеры.

## Отзывы современников
По отзыву современников, князь Я. И. Лобанов-Ростовский в молодости отличался красивой наружностью, любезностью и особенно веселым, общительным характером. При природном уме, он отличался прямотой и благородством характера, говорил правду в глаза, временами бывал очень горяч, любил резко обличить неправду.
Чуждый корысти и лицемерия, он за глаза хвалил, в глаза бранил и не одобрял того, чего не мог хвалить; благодаря этому, многие его не любили, но все уважали; в дни могущества Аракчеева отворачивался от него в общественных собраниях и громко порицал его деятельность; не желая действовать через этого царского наперсника, отказался от звания председателя Комиссии Прошений, когда был лишен возможности лично делать доклады, хотя и считал эту службу счастливейшим временем в своей жизни, ибо мог говорить правду импературу, ходатайствуя за несчастных. До глубокой старости он сохранил живость характера, был душой общества, «молод в кругу молодых людей, участвовал в играх прекрасного пола, любил радоваться вместе и вместе с другими делить горе».

Скончался после тяжёлой болезни 18 (30) января 1831 года и был похоронен на Фарфоровском кладбище. Его приятель А. Я. Булгаков писал своему брату:
Графиня Панина сказала мне, что у Якова Ивановича паралич в желудке, нечего, следовательно, надеяться... Жаль доброго старика... Грустит Москва о князе Якове Ивановиче Лобанове. Жить бы ему здесь. Он был здесь как держава, второе или третье лицо в городе; а в Петербурге был он и незаметен, променял на старости образ жизни, хлопочи, рыскай.

## Семья

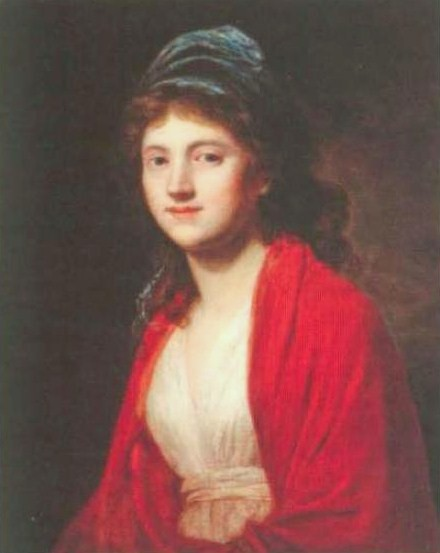
Александра Николаевна Лобанова-Ростовская (1797)

С 1784 года он был женат на Александре Николаевне Салтыковой (16.01.1764—04.05.1829), дочери сенатора Н. Н. Салтыкова, внучке князя Я. П. Шаховского. Получил за ней в приданое имение под Вязьмой, основательно им перестроенное и переименованное в честь жены в Александрино. Умерла в Москве 4 мая 1829 года. В браке родились семь сыновей и две дочери, но большинство детей умерло в младенчестве.
- Иван (1785—01.01.1788[4]), умер от чахотки,
- Николай (1786—1788)
- Александр (1788—1866), генерал-майор, писатель, историк. Был женат с 1811 года на богатейшей невесте своего времени Клеопатре Ильиничне Безбородко (1791—1840), дочери графа И. А. Безбородко.
- Мария (1789—1854), с 1809 года была замужем за обер-гофмейстером К. А. Нарышкиным (1786—1838).
- Владимир (1791—1797)
- Дмитрий (1792—1797)
- Алексей (1795—1848), полковник, с 1829 года генерал-майор, позже генерал-лейтенант; знакомый Пушкина. Был женат на Софье Петровне Лопухиной (1798—умерла родами 1825), дочери Светлейшего князя П. В. Лопухина и сестре княгини А. П. Гагариной.
- Григорий (28.01.1797[5]—179?)
- Екатерина (1798—180?)[источник не указан 574 дня]

Дети
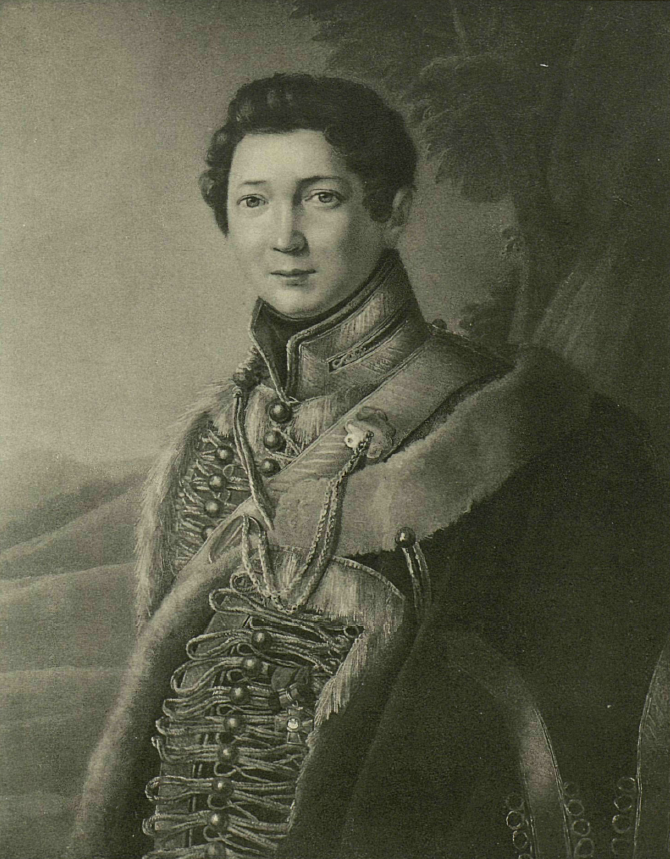
Александр Яковлевич
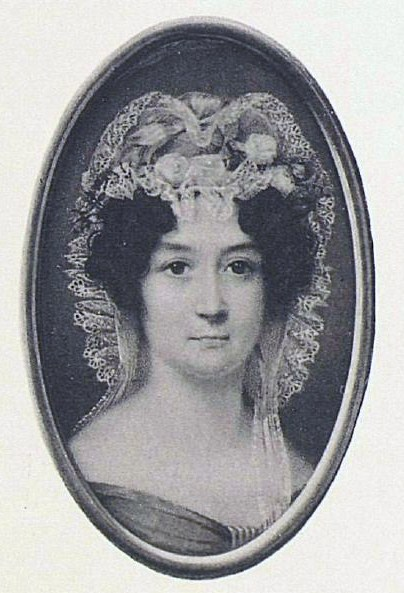
Мария Яковлевна
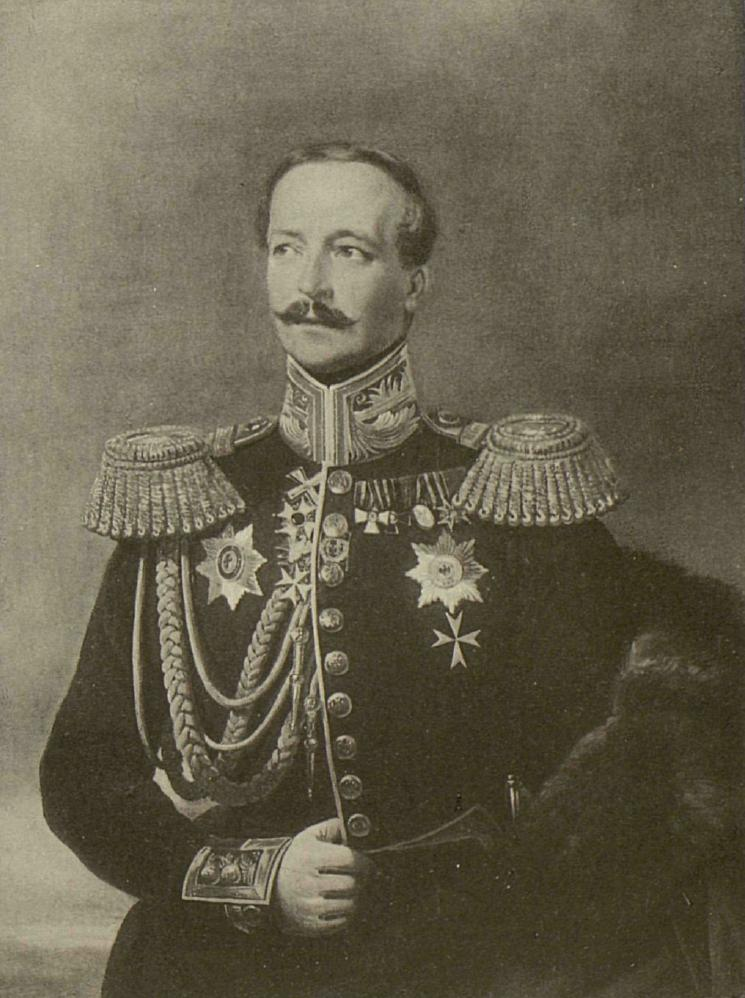
Алексей Яковлевич